# Oliver Oliva

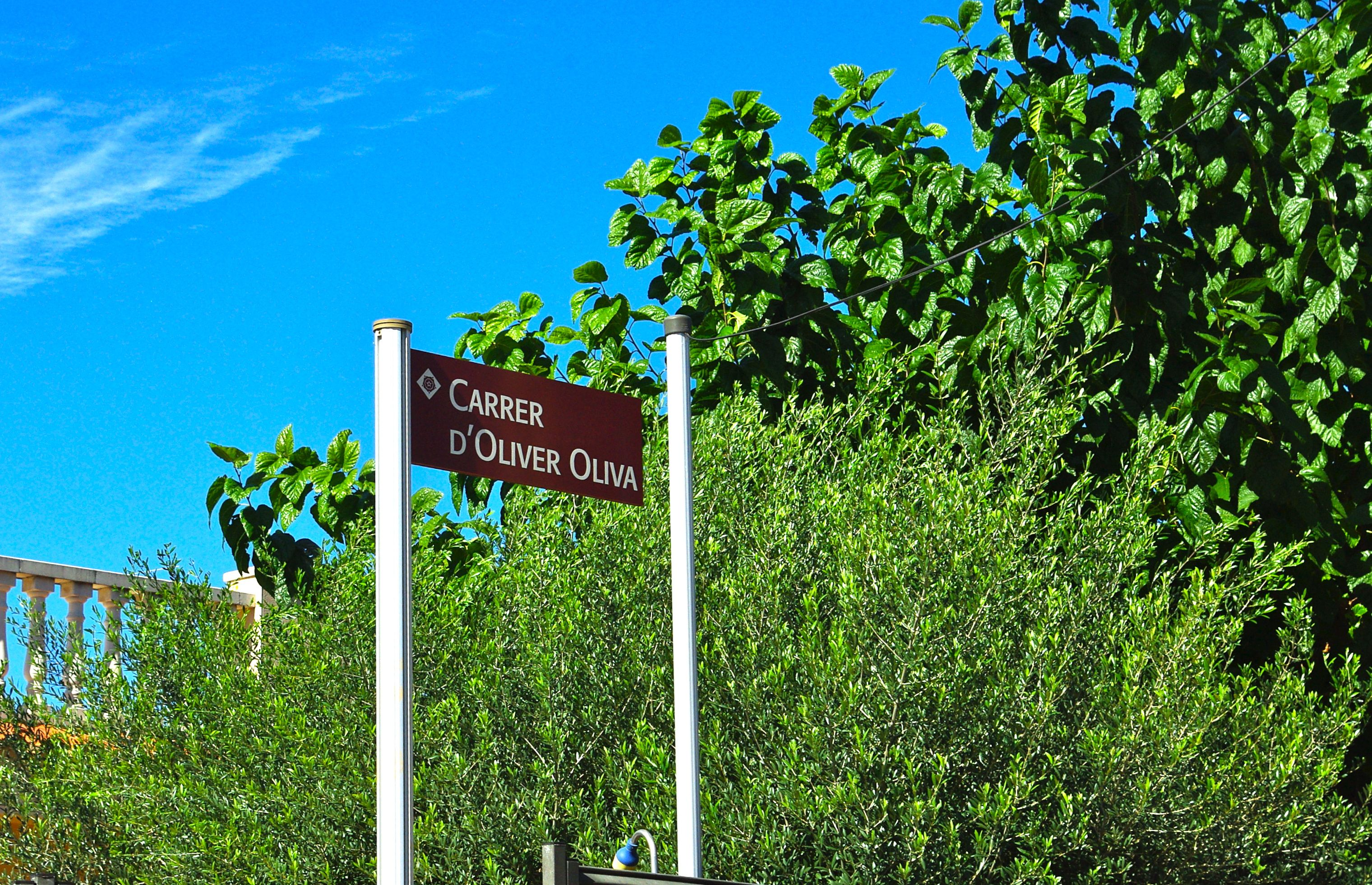
Carrer d'Oliver Oliva a Reus, a la Urbanització del Mas del Carpa

Oliver Oliva i Berga (Vilanova i la Geltrú 1825 - Barcelona, 13 de juny de 1899) va ser un organista i director d'orquestra català, conegut a l'època com a Olivo Oliva.

## Biografia
El seu pare Antoni Oliva, que era músic, el va fer entrar al món de la música de molt petit. A deu anys, tota la família es traslladà a Reus, on el 1850 guanyà la plaça d'organista del Santuari de Misericòrdia. Al mateix temps tenia una orquestra que amenitzava balls i festes. El 1852 va ser un dels socis fundadors d'El Círcol, i quan el general Prim va visitar aquesta entitat, Olivi, com es feia dir, va dirigir un concert de benvinguda. Va ser després organista de la Prioral de Sant Pere, però renuncià al seu sou municipal quan hi va haver la Revolució de 1868. Quan es va inaugurar el Teatre Fortuny el 1882, la seva orquestra obrí els actes amb dues peces compostes per ell: "Inauguració" i "Himne a Fortuny".
També el 1885 va ser organista i mestre de capella a la Prioral de sant Pere, guanyant la plaça per oposició, on competia també Victorí Agustí, un conegut músic reusenc, amb el que des del 1850 combinava càrrecs musicals a les celebracions religioses reusenques. El mateix 1885 va ser director de la Banda Municipal i sis anys després va anar a Barcelona a l'orquestra del Liceu, segons assegurava ell mateix, però això no consta als arxius del Gran Teatre.
La ciutat de Reus li ha dedicat un carrer
Un germà seu, August Oliva (Vilanova i la Geltrú 1834 - Reus 1908), també va ser mestre de capella a la Prioral de Sant Pere, i va compondre música religiosa i ballable. El 1874 va muntar una fàbrica de pianos al carrer de l'Abadia número 10 a Reus.